# Charles Allen (Leichtathlet)
Charles Tyrone Allen (* 29. März 1977 in Georgetown) ist ein kanadischer Hürdenläufer guyanischer Herkunft, der sich auf die 110-Meter-Strecke spezialisiert hatte.
Bei den Olympischen Spielen 2000 in Sydney startete er für Guyana und schied im Vorlauf aus.
Bei den Leichtathletik-Weltmeisterschaften 2003 erreichte er, nun für Kanada antretend, das Halbfinale. Im Jahr darauf wurde er bei den Olympischen Spielen in Athen Sechster. 
Bei den Commonwealth Games 2006 in Melbourne wurde er Vierter und gewann mit der kanadischen Mannschaft in der 4-mal-100-Meter-Staffel Bronze.
Insgesamt wurde er fünfmal kanadischer Meister (2002–2004, 2006, 2007).
Charles Allen ist 1,75 m groß und wog zu Wettkampfzeiten 76 kg. Er startete für den Mississauga Track Club.

## Persönliche Bestzeiten
- 50 m Hürden (Halle): 5,81 s, 9. Februar 2003, Saskatoon
- 60 m (Halle): 6,73 s, 24. Januar 2003, Chapel Hill
- 100 m: 10,26 s, 24. August 2002, Freiburg im Üechtland
- 110 m Hürden: 13,23 s, 26. August 2004, Athen